# (34563) 2000 SS290
2000 SS290 (asteroide 34563) é um asteroide da cintura principal. Possui uma excentricidade de 0.07260610 e uma inclinação de 13.87290º.
Este asteroide foi descoberto no dia 27 de setembro de 2000 por LINEAR em Socorro.